# Canterbury United
Il Canterbury United è una società calcistica di Christchurch, in Nuova Zelanda.
Milita nel massimo campionato neozelandese, nel quale è arrivato due volte secondo (nel 2006 e nel 2010). Gioca le gare interne all'English Park.

## Palmarès

### Competizioni nazionali
- ASB Phoenix Challenge: 1

2012

### Competizioni giovanili
- ASB Premiership Youth League: 2

2009-2010, 2011-2012

### Altri piazzamenti
- New Zealand Football Championship:

Secondo posto: 2005-2006, 2009-2010